# Tir couplé
Un tir couplé, tir en doublette ou communément nommé doublette, en anglais double tap, est une technique de tir où deux coups sont tirés en succession rapide sur la même cible avec la même image de visée (par opposition à la paire contrôlée, où une deuxième image de visée est acquise pour le second coup),.
Le terme double-frappe (double tap en anglais également) désigne aussi une pratique décriée, utilisée notamment par les aviations américaines, israéliennes, russes et syriennes, qui consiste à revenir sur les lieux d'une frappe aérienne après quelques minutes et à viser le même lieu une seconde fois, afin de faire un maximum de victimes en visant les survivants ainsi que les personnes venues les secourir. Cette tactique, qualifiée de "terroriste" est utilisée par la Russie dans le cadre de la guerre en Ukraine ainsi que par Israël dans le cadre de la guerre à Gaza.

## Histoire
William Ewart Fairbairn (1885-1960) et Eric Anthony Sykes (en) (1883-1945) sont des policiers britanniques qui ont travaillé à Shanghai dans les années 1930 et qui ont mis au point cette technique afin de surmonter les limites des balles blindées (BB), ils sont à l'origine de cette technique.
Les munitions du type balle blindée sont couramment utilisées par les militaires pour assurer la fiabilité de l'alimentation en balles de l'arme, respecter la convention de La Haye de 1899 relatives aux munitions non expansibles et pour améliorer la pénétration. Le problème des balles blindées est qu'elles tendent à ne pas causer suffisamment de dégâts, nécessitant plus de coups et un meilleur placement des coups.
Le terme « tir couplé » est utilisé pour décrire une technique plus large consistant à tirer deux projectiles rapidement et avec précision pour neutraliser l'objectif à atteindre. La pratique est utilisée par les équipes tactiques de police, le personnel militaire, le GIGN, les unités de combat antiterroriste et les membres du personnel des forces d'opérations spéciales.
Le fusil d'assaut russe AN-94 peut automatiquement tirer deux balles en une rafale rapide pour mieux pénétrer le gilet pare-balles.
Les tirs couplés font partie intégrante de l'exercice de tir au pistolet de combat El Presidente mis au point par Jeff Cooper dans les années 1970 et publié dans le numéro de janvier/février de l'American Handgunner (en) en 1979. Cooper a également mis au point dans les années 1970 le Tir mozambicain, qui permet, si les deux premiers tirs n'ont pas neutraliser la personne d'ajouter un troisième coup à la tête.
L'instruction et la pratique de pousser la détente avec deux doigts améliorent la précision globale, car le tireur n'a souvent pas l'arme complètement étendue sur le premier coup, ce qui signifie que le second tir est généralement le meilleur. Le terme marteau est parfois utilisé pour décrire un tir couplé dans lequel les viseurs de l'arme à feu ne sont pas corrigé par le tireur entre les tirs.

## Technique
Dans la technique du tir couplé, après le premier tir effectué, le tireur récupère rapidement la stabilité de l'arme pour un deuxième coup rapide. Cette compétence peut être pratiquée en tirant deux coups à la fois, en prenant du temps entre les coups pour bien revoir la mire. Avec de l'entraînement, le temps qui s'écoule entre les deux tirs devient de plus en plus court jusqu'à ce qu'il donne l'impression à l'observateur que les coups sont tirées d’affilé sans re-viser.

## Double frappe aérienne
Le terme a également été utilisé plus récemment pour désigner la pratique consistant à faire suivre une frappe — par exemple un missile, des frappes aériennes, des tirs d'artillerie ou une attaque à l'aide d'un dispositif explosif improvisé — avec une seconde frappe quelques minutes plus tard au même endroit, pouvant frapper des équipes d'intervention, des secouristes et des médecins se précipitant sur le site après la première frappe.
Les États-Unis ont de nombreuses fois eu recours à cette tactique lors de leurs intervention au Moyen-Orient et au Pakistan
L'Arabie saoudite et les Émirats arabes unis ont eu recours à des frappes en tir couplé au Yémen, les États-Unis au Pakistan.
L'utilisation de la double frappe aérienne est largement répandue lors de la guerre civile syrienne, par les aviations de la Russie et du régime syrien. L'objectif en Syrie est de tuer les survivants et les secouristes intervenus pour venir en aide aux victimes d'une première frappe aérienne,,. Selon la Défense civile syrienne, plus de la moitié de ses secouristes ayant péri ont été tués au cours de doubles-frappes,.
La Russie utilise de nouveau la double-frappe en lors de l'invasion de l'Ukraine en 2022, et en 2023,.
Israël utilise la double-frappe au Liban en 2024. Dans la guerre de Gaza, l'armée de l'air israélienne pratique les bombardements en double frappe de manière habituelle, afin de s'assurer que les blessés ne sont secourus. Elle est pratiquée autant sur les membres du Hamas que sur les civils, hommes, femmes, enfants et vieillards. Après le premier bombardement, toute personne tentant de secourir les blessés, membre de services médicaux ou simple personne se trouvant sur place, est visée par drone ou avion.
Cette tactique visant des civils et des secours, elle constitue un crime de guerre,.

## Filmographie

### Au cinéma
- 1997 : Double Frappe (Double Tap) de Greg Yaitanes[18]
- 2000 : Double Tap (鎗王 - Cheung wong) de Law Chi-Leung (en)[19]

### À la télévision
- 2021 : Double Tap (Shuang Tan), 1re saison, de Fèi Yù-Zhú et Chén Zhòu-Fēi[20]